# Teatro Carlo Goldoni (Corinaldo)
Il Teatro Carlo Goldoni di Corinaldo (AN) è lo storico teatro della città.

## Storia

### Teatro del Sol Nascente
Il teatro fu edificato tra il 1863 ed il 1869, ricostruito sulle ceneri del precedente "Teatro del Sol Nascente", eretto nella prima metà del XVIII secolo su progetto dell'architetto fabrianese Angelo Birza. Questo stesso teatro era nato in sostituzione di un precedente spazio scenico risalente al 1671 e ricavato all'interno del Monastero nuovo di Santa Chiara.

### Teatro Carlo Goldoni
Per la realizzazione del teatro Carlo Goldoni furono redatti due progetti, l'uno di Alessandro Pasqui di Firenze e l'altro di Francesco Fellini di Barbara (AN). Il progetto finale fu opera dell'ingegnere corinaldese Crescentino Quagliani che modificò la curva della sala della pianta ad "U" del teatro del Birza, creando un sistema di sollevamento della platea a livello del palcoscenico ancora in uso e perfettamente funzionante.
Il proscenio è stato modificato nel 1963 con l'aggiunta di sei nuovi palchi. Si tratta dell'unica modifica alla struttura originale. Il teatro è stato inaugurato il 3 dicembre 2005 dopo un intervento di restauro.